# Haslsteiner Sitz
Der Haslsteiner Sitz liegt in Dünzling, heute einem Gemeindeteil des niederbayerischen Marktes Bad Abbach im Landkreis Kelheim. Die ursprüngliche Burganlage liegt unmittelbar westlich der Ortskirche St. Martin. Sie wird als „untertägige mittelalterliche und frühneuzeitliche Befunde im Bereich der ehem. Burg („Haslsteiner Sitz“) mit Friedhofsbefestigung sowie der Kath. Kirche und ehem. Burgkapelle St. Martin in Dünzling, darunter die Spuren von Vorgängerbauten bzw. älteren Bauphasen sowie der abgegangenen Kapelle St. Sebastian“ unter der Aktennummer D-2-7138-0201 als Bodendenkmal im Bayernatlas aufgeführt.

## Beschreibung
Das sich unmittelbar westlich der Ortskirche befindliche Haus (Saalhaupter Straße 2) mit einer Länge von 15 m und einer Breite von 11 m enthält im Kern noch immer den Wohnturm aus dem 12. Jahrhundert. Bei einer Renovierung in den 1960er Jahren wurden vermauerte Fensterchen und hofseitige Fensternischen mit eingelassenen Steinbänken mit Holzsitzbrettern gefunden. Der ursprüngliche Eingang mit einem romanischen Türbogen, der mittels Holzbalkenriegel verschlossen werden konnte,  lag im ersten Stock; er konnte nur über eine Leiter oder eine außen liegende Stiege erreicht werden. Das Burgareal macht in Nord-Süd-Richtung 35 und in Ost-West-Richtung 60 m aus. Es umsfasste den bis 1950 bestehenden Friedhof und die St.-Martins-Kirche und war mit einer Mauer umschlossen. Der Friedhof war befestigt, wie eine Rechnung von 1717 über Bauausgaben für den „Freyhof Thurn“ belegt. Bis 1733, als die Martinskirche verlängert wurde, führte ein Übergang von dem Sitz zu der Westempore der Kirche. Die abgegangene, aber 1712 erwähnte „Sebastian-kürchen“ gehörte vermutlich auch zu der Friedhofsbefestigung. Durch Dünzling verlief eine bedeutsame Altstraße von Regensburg nach Langquaid und weiter nach Landshut.

## Geschichte
Dünzling gehörte zum großen Teil dem Kloster St. Emmeram, die Vogtei übten bis zum Tod des Niclas von Abensberg die Abensberger und danach die Wittelsbacher aus. Als erster Dienstmann des Klosters tritt 1028 ein „Rihhere de Tunzelingin“ auf. Dieser „Richeri“ wird 1031 auch als Besitzer von zwei Huben im St. Emmeraner Güterverzeichnis genannt. 1190 hat ein „Sigbert de Tunzelingen“ neben weiteren Besitzungen auch den „Thurn“ vom Kloster als Lehen inne. Bis Anfang des 13. Jahrhunderts werden hier 18 Dienstmannen des Klosters genannt, die aber nicht alle in der Kleinburg wohnen konnten, sondern auf den früheren Fronhof und den sogenannten Stöderlsitz verteilt waren. Zwischen 1210 und 1217 bezeugt Irnfried von Dünzling zusammen mit seinem Ritter Heinrich eine Tradition. 1256 werden Dietrich von Dünzling und sein Sohn Herrand genannt. Am 24. Mai 1271 erscheinen noch ein Konrad von Dünzling und seine Frau Elisabeth. Mit diesem Konrad starben die Dünzlinger vermutlich aus, denn nun treten als Lehensträger die Poikamer auf. 1324 wird ein Wernt der Poikamer genannt, der seinen väterlichen Besitz zwischen seiner Stiefmutter Heilwig und deren Kindern und sich und seinen Kindern teilt. Diesem folgt sein Sohn Werent der Poikamer von Dünzling, der 1350 erstmals genannt wird. Auf diesen folgen sein Sohn Gebhard und sein Enkel Konrad (er erhielt 1466 von Abt Michael Teuer den Sitz zu Dünzling erneut zum Lehen), mit welchem der Dünzlinger Zweig der Poikamer ausstarb. In der Folge wechselten die Lehensträger in rascher Folge. Am 14. November 1577 verkauft Erhard Vogel zu Tünzling den nach St. Emmeram „lehnbaren Sütz und Purgstall alda an Frauen Elisabethen Marschalkhin zu Pappenheim“. Lehensträger wurde dadurch Philipp von Pappenheim zu Bibrach, der den Besitz mit Burg, Sedelhof, mehreren Sölden und großem Waldbesitz zwischen 1577 und 1591 im Namen seiner Frau Elisabeth, einer geborenen Schallei, innehatte. Ab 1662 wurde der Sitz nicht mehr an Adelige, sondern an Bauern verliehen; der dazugehörige Sedelsitz und die Sölden wurden aus dem Gutskomplex herausgelöst und vom Kloster auf Erbrecht vergeben. Das Gebäude ist heute in Privatbesitz.